# Kiniatiliops bilineatus
Kiniatiliops bilineatus är en tvåvingeart som först beskrevs av Louis-Paul Mesnil 1952.  Kiniatiliops bilineatus ingår i släktet Kiniatiliops och familjen parasitflugor.
Artens utbredningsområde är Kongo. Inga underarter finns listade i Catalogue of Life.